# Савчук, Вера Семёновна
Вера Семёновна Савчук (род. 7 марта 1939, Усть-Мосиха, Алтайский край) — российский политический деятель, депутат Государственной думы второго созыва.

## Биография
В 1963 г. окончила Иркутский финансово-экономический институт по специальности «экономист».
Депутат Государственной Думы Российской Федерации второго созыва по общефедеральному списку избирательного объединения «Коммунистическая партия Российского Федерации».